# Nicholson B. Adams
Nicholson Barney Adams (* 6. November 1895 in Fredericksburg, Virginia; † 2. Oktober 1970 in Chapel Hill, North Carolina) war ein US-amerikanischer Hispanist.

## Leben und Werk
Adams studierte an der Columbia University. Er promovierte dort 1922 mit der Arbeit  The Romantic Dramas of García Gutiérrez (New York 1922) und lehrte von 1924 bis 1966 an der University of North Carolina at Chapel Hill. 1958 war er Präsident der American Association of Teachers of Spanish and Portuguese (AATSP). Adams war Korrespondierendes Mitglied der Real Academia de Córdoba.

## Weitere Werke
- Spanish review grammar and composition, Chapel Hill 1932
- The Heritage of Spain. An introduction to Spanish civilization, New York 1943, 1959
- España. Introducción a su civilización, New York 1947
- (mit John Esten Keller) Spanish literature. A brief survey, Paterson 1960, 1962, 1974; (mit Rafael Aguirre) Panorama de la literatura española, Newark 2005
- (Hrsg. mit John Esten Keller) España en su literatura, New York 1962, 1972, 1991
- Spanish for today, New York 1964
- (Hrsg.) Hispanoamérica en su literatura, New York 1965, 1993